# Apterygida
Apterygida — род семейства настоящие уховёртки. Насекомые этого рода имеют относительно коренастое, стройное и опушенное тело, похожи на представителей рода Forficula. Голова снабжена 12-члениковыми усиками, переднеспинка почти квадратная. Надкрылья нормально развиты или укорочены. Задняя пара крыльев может быть укорочена или полностью отсутствовать. Церки слегка расширенные или совсем не расширенные, с дополнительными зубцами у самцов.

## Классификация
Род включает 3 описанных вида:
- Apterygida media (Hagenbach, 1822)
- Apterygida tuberculosa Shiraki, 1905
- Apterygida tumida Shiraki, 1928

Представители рода обитают в Палеарктике и на Тайване. Только Apterygida media обитает в Европе.